# 大原崇史
大原 崇史（おおはら たかふみ、1984年1月28日 - ）は、IBC岩手放送の元アナウンサー。千葉県出身。立教大学卒業後、2008年入社（同期は土村萌）。アナウンサーから配置転換後はテレビ制作部においてディレクター業を担当し、現在はIBC岩手放送を退社し千葉県内の企業に転職している。

## 過去の担当番組
ラジオ
- 競馬中継（不定期）

テレビ
- じゃじゃじゃTV
- えなりかずき!そらナビ
- ニュースエコー（金曜特集『がんスポ!』担当、2010年1月 - 2011年）
- 岩手日報IBCニュース